# París-Roubaix 1911
La 16.ª edición de la carrera ciclista París-Roubaix tuvo lugar el 16 de abril de 1911 y fue ganada por tercera vez consecutiva por el francés Octave Lapize, un récord que sería igualado por Francesco Moser al ganar las ediciones de 1978, 1979 y 1980. 

## Clasificación final
|    | Ciclista             | Equipo              | Tiempo          |
| -- | -------------------- | ------------------- | --------------- |
| 1  | Octave Lapize        | La Française-Dunlop | 8 h 29 min 10 s |
| 2  | Alphonse Charpiot    | La Française-Dunlop | 8 h 33 min      |
| 3  | Cyrille van Hauwaert | La Française-Dunlop | 8 h 34 min      |
| 4  | Gustave Garrigou     | Alcyon              | 8 h 37 min      |
| 5  | René Vandenberghe    | Alcyon              | 8 h 41 min      |
| 6  | Georges Passerieu    | La Française        | 8 h 41 min 20 s |
| 7  | Georges Triboulard   | -                   | 8 h 42 min      |
| 8  | Constant Niedergang  | -                   | 8 h 42 min 7 s  |
| 9  | Maurice Leturgie     | Automoto            | 8 h 43 min      |
| 10 | Eugène Dhers         | -                   | 8 h 44 min      |